# Chaetodon andamanensis
Chaetodon andamanensis là một loài cá biển thuộc chi Cá bướm (phân chi Tetrachaetodon) trong họ Cá bướm. Loài này được mô tả lần đầu tiên vào năm 1999.

## Từ nguyên
Từ định danh andamanensis được đặt theo tên gọi của biển Andaman, vùng biển mà đảo Nicobar Lớn tọa lạc, là hòn đảo nơi mà mẫu định danh của loài cá này được thu thập (–ensis: hậu tố biểu thị nơi chốn).

## Phạm vi phân bố và môi trường sống
C. andamanensis có phân bố giới hạn ở Đông Ấn Độ Dương. Từ bờ biển Ấn Độ, phạm vi của C. andamanensis trải dài đến Sri Lanka và Maldives ở phía nam, về phía đông đến quần đảo Andaman và Nicobar (Ấn Độ), quần đảo Mergui (Myanmar), quần đảo Similan (Thái Lan) và đảo Weh (phía bắc đảo Sumatra, Indonesia).
C. andamanensis sống tập trung ở những khu vực rạn san hô phát triển trên các rạn viền bờ, độ sâu khoảng 10–40 m.

## Mô tả
C. andamanensis có chiều dài cơ thể lớn nhất được ghi nhận là 17 cm. Loài này có màu vàng toàn thân với các sọc ngang ở hai bên thân. Thân trên của C. andamanensis có một vệt dài màu xanh da trời rất nhạt (gần như là không có nếu không quan sát kỹ). Đầu có một dải đen viền xanh nhạt băng dọc qua mắt. Một đốm đen viền xanh trên cuống đuôi. Nửa ngoài của vây đuôi trong suốt.
So về kiểu hình, C. andamanensis chỉ khác với Chaetodon plebeius ở điểm vệt xanh khá mờ (vệt này rất rõ ở C. plebeius), nên C. andamanensis từng được xem là một biến dị kiểu hình của C. plebeius.
Số gai ở vây lưng: 14; Số tia vây ở vây lưng: 18; Số gai ở vây hậu môn: 4; Số tia vây ở vây hậu môn: 16–18; Số gai ở vây bụng: 1; Số tia vây ở vây bụng: 5.

## Phân loại học
C. andamanensis và C. plebeius là hai loài chị em gần nhất của nhau. Cả hai loài này hợp thành nhóm chị em với Chaetodon bennetti, Chaetodon speculum và Chaetodon zanzibarensis, đều được xếp vào phân chi Tetrachaetodon.
Các loài Tetrachaetodon đặc trưng bởi cơ thể màu vàng, dải đen băng dọc qua mắt và một đốm đen lớn nằm trên thân (chỉ có C. andamanensis và C. plebeius là đốm đen nằm trên cuống đuôi).

## Sinh thái học
Thức ăn của C. andamanensis chủ yếu là san hô. C. andamanensis thường sống thành đôi với nhau, nhưng cũng có thể sống đơn độc hoặc hợp thành từng nhóm nhỏ.

## Thương mại
C. andamanensis ít khi được xuất khẩu trong ngành thương mại cá cảnh.